# IC 1192
IC 1192 је спирална галаксија у сазвјежђу Херкул која се налази на листи објеката дубоког неба у Индекс каталогу.
Деклинација објекта је + 17° 46' 34" а ректасцензија 16h 6m 33,0s. Привидна величина (магнитуда) објекта IC 1192 износи 15,0 а фотографска магнитуда 15,8. IC 1192 је још познат и под ознакама DRCG 34-74, PGC 57157.